# Propsilocerus sinicus
Propsilocerus sinicus är en tvåvingeart som beskrevs av Ole Anton Saether och Wang 1996. Propsilocerus sinicus ingår i släktet Propsilocerus och familjen fjädermyggor.
Artens utbredningsområde är Hebei (Kina). Inga underarter finns listade i Catalogue of Life.